# Calydorea longispatha
Calydorea longispatha là một loài thực vật có hoa trong họ Diên vĩ. Loài này được (Herb.) Baker miêu tả khoa học đầu tiên năm 1876.